# Kubna jednadžba
Pod kubnom jednadžbom podrazumijeva se jednadžba oblika
{\displaystyle ax^{3}+bx^{2}+cx+d=0\qquad (1)}
gdje je a različit od nule. U nastavi matematike u srednjoj školi obično se smatra da su koeficijenti a, b, c i d realni brojevi. Općenito, to mogu biti elementi bilo kojeg polja.

## Rješenja kubne jednadžbe
Rješenje kubne jednadžbe, odnosno korijen pripadnog polinoma trećeg stupnja 
{\displaystyle f(x)=ax^{3}+bx^{2}+cx+d\qquad (2)}
jest svaki broj x0 za kojeg vrijedi {\displaystyle ax_{0}^{3}+bx_{0}^{2}+cx_{0}+d=0.} Za jednažbu s koeficijentima u nekom polju k rješenja se razmatraju u fiksiranom algebarski zatvorenom polju koje sadrži k (ona su uvijek u konačnom proširenju od k stupnja najviše 6). Kubna jednadžba općenito ima tri rješenja (brojeći kratnosti): dakle, mogu biti tri različita rješenja, dva rješenja od kojih je jedno dvostruko ili jedno trostruko rješenje. Ako su koeficijenti realni brojevi onda uvijek ima bar jedno realno rješenje, ali može se dogoditi da preostala dva budu kompleksna. Preciznije, mogu biti tri različita realna, dva različita realna od kojih je jedno dvostruko, jedno realno trostruko ili jedno realno i dva kompleksno-konjugirana rješenja, analogno nultočkama kubne funkcije.

### Vieteove formule
Rješenja {\displaystyle x_{1},x_{2},x_{3}} jednadžbe (1) zadovoljavaju sljedeće relacije koje su posebni slučaj Vieteovih formula
{\displaystyle x_{1}+x_{2}+x_{3}=-{\frac {b}{a}},\ x_{1}x_{2}+x_{2}x_{3}+x_{3}x_{1}={\frac {c}{a}},\ x_{1}x_{2}x_{3}=-{\frac {d}{a}}.}

### Diskriminanta kubne jednadžbe
Često se diskriminantom kubne jednadžbe naziva diskriminanta 
{\displaystyle \Delta =a^{4}(x_{1}-x_{2})^{2}(x_{2}-x_{3})^{2}(x_{3}-x_{1})^{2}\qquad (3)}
pripadnog polinoma (2), gdje su {\displaystyle x_{1},x_{2},x_{3}} korijeni polinoma (rješenja jednadžbe (1)). Vrijedi 
,
{\displaystyle \Delta =-4b^{3}d+b^{2}c^{2}-4ac^{3}+18abcd-27a^{2}d^{2}.\qquad (4),}
Ovo vrijedi za sve kubne jednadžbe, a ne samo za one s realnim koeficijentima.

### Osobine rješenja jednadžbe
Za kubne jednadžbe s realnim koeficijentima, karakter rješenja ovisi o predznaku diskriminante. Iz (3) slijedi:
- ako je Δ < 0, onda jednadžba ima jedno realno i dva kompleksna rješenja
- ako je Δ > 0, onda jednadžba ima tri različita realna rješenja
- ako je Δ = 0, onda jednadžba ima tri realna rješenja, od kojih su barem dva međusobno jednaka (dvostruko ili trostruko rješenje).

Tako nešto općenito nema smisla za jednadžbe s kompleksnim koeficijentima.

### Cardanova formula
Kubna jednadžba rješiva je u radikalima.  To vrijedi za jednadžbu s koeficijentima u bilo kojem polju (uz uvjet da mu je karakteristika različita od 2 i od 3).  Tada se jednadžba pogodnom linearnom zamjenom može svesti na jednostavniji oblik  {\displaystyle x^{3}+px+q=0.}
Rješenja te jednadžbe mogu se zapisati tzv. Cardanovom formulom 
{\displaystyle x=u+v={\sqrt[{3}]{-{q \over 2}+{\sqrt {{q^{2} \over 4}+{p^{3} \over 27}}}}}+{\sqrt[{3}]{-{q \over 2}-{\sqrt {{q^{2} \over 4}+{p^{3} \over 27}}},}}}
iz koje se razaznaje da se rješenja mogu predočiti u zavisnosti od koeficijenata koristeći se osnovnim računskim operacijama i drugim i trećim korijenima. Nazivnici zorno pokazuju da formula nema smisla ako je karakteristika polja 2 ili 3. Općenito, a napose unutar kompleksnih brojeva, drugi korijen ima dvije vrijednosti, a treći tri (samo za realne brojeve, prema dogovoru, korjenovanje je jednoznačna operacija). Zato svaki od pribrojnika u formuli ima općenito šest vrijednosti. Ako se za drugi korijen izabere jedna od dviju vrijednosti (što je dopustivo jer su u pribrojnicima pred njima različiti predznaci, a ispod drugih korijena nema razlike), onda svaki od pribrojnika općenito ima po tri vrijednosti, pa bi zbroj općenito imao devet vrijednosti. Zato ovu formulu treba protumačiti tako da ona daje tri vrijednosti (računajući kratnosti u posebnim slučajevima) To se postiže tako da se za svaku od triju vrijednosti za u za vrijednost od v uzme {\displaystyle -{\frac {p}{3u}}}, tja da bude zadovoljen uvjet {\displaystyle uv=-{\frac {p}{3}}}.  Na primjer, za jednadžbu {\displaystyle x^{3}-3x=0}, lako se vidi da su rješenja brojevi {\displaystyle 0,-{\sqrt {3}},{\sqrt {3}}}, dok Cardanova formula daje {\displaystyle x=u+v={\sqrt[{3}]{\sqrt {-1}}}+{\sqrt[{3}]{-{\sqrt {-1}}}}={\sqrt[{3}]{i}}+{\sqrt[{3}]{-i}}}  (nakon što se za drugi korijen iz -1 izabere jedna vrijednost: imaginarna jedinica i). Pribrojnik u sad ima vrijednosti redom {\displaystyle {\frac {\sqrt {3}}{2}}+{\frac {1}{2}}i,-{\frac {\sqrt {3}}{2}}+{\frac {1}{2}}i,-i} dok su pripadne vrijednosti od  {\displaystyle v=1/u={\bar {u}}} (kompleksno konjugiranje), jednake redom  {\displaystyle {\frac {\sqrt {3}}{2}}-{\frac {1}{2}}i,-{\frac {\sqrt {3}}{2}}-{\frac {1}{2}}i,i}, a vrijednosti zbroja u+v redom {\displaystyle {\sqrt {3}},-{\sqrt {3}},0}, što i jesu rješenja zadane jednadžbe.
Ako je karakteristika polja 2 ili 3 onda ne samo da ne vrijede Cardanove formule, već kubna jednadžba općenito nije rješiva u radikalima. Na primjer, nad poljem od 2 elementa, 0 i 1 sa zbrajanjem i množenjem modulo 2, jednadžba  {\displaystyle x^{3}+1=0} nije rješiva u radikalima. Naime, uz očito rješenje x=1, preostala dva su rješenje kvadratne jednadžbe {\displaystyle x^{2}+x+1=0}  koja nije rješiva u radikalima. Slično, jednadžba. {\displaystyle x^{3}+2x+1=0} nad poljem s elementima 0,1,2 uz zbrajanje i množenje modulo 3, nema rješenja u tom polju, pa su sva tri rješenja u jedinstvenom proširenju stupnja 3 (koje nije radikalno jer je kubiranje bijekcija na početnom polju).

### Nesvodivi slučaj (Casus irreducibilis)
Slučaj kod kubnih jednadžba s realnim koeficijentima kad su sva tri rješenja realna (i različita). Tada se u Cardanovoj formuli nužno pojavljuju pravi kompleksni brojevi (jer nužno dolazi do drugog korijena iz negativnog broja). To je u 16. st. doživljeno kao paradoks jer da bi se došlo do realnog broja, nužno je najprije izaći iz realnog područja u kompleksno (za razliku od jednog realnog i dvaju kompleksno-konjugiranih, kad se ono realno rješenje dobije korištenjem samo realnih brojeva). To je bio jedan od glavnih razloga za uvođenje kompleksnih brojeva.  Primjer  {\displaystyle x^{3}-3x=0} razmatran u cjelini Cardanova formula zorno pokazuje navodni paradoks. S jedne strane, rješenja su realna i lako se dobiju izravno, s druge, ako se primijeni Cardanova formula, treba računati s tri treća korijena iz imaginarne jedinice i.

### Općenita rješenja
Općenito rješenje za svaku kubnu jednadžbu 
{\displaystyle ax^{3}+bx^{2}+cx+d=\,0}
određeno je kako slijedi: 
{\displaystyle {\begin{aligned}x_{1}=&-{\frac {b}{3a}}\\&-{\frac {1}{3a}}{\sqrt[{3}]{\frac {2b^{3}-9abc+27a^{2}d+{\sqrt {\left(2b^{3}-9abc+27a^{2}d\right)^{2}-4\left(b^{2}-3ac\right)^{3}}}}{2}}}\\&-{\frac {1}{3a}}{\sqrt[{3}]{\frac {2b^{3}-9abc+27a^{2}d-{\sqrt {\left(2b^{3}-9abc+27a^{2}d\right)^{2}-4\left(b^{2}-3ac\right)^{3}}}}{2}}}\\x_{2}=&-{\frac {b}{3a}}\\&+{\frac {1+i{\sqrt {3}}}{6a}}{\sqrt[{3}]{\frac {2b^{3}-9abc+27a^{2}d+{\sqrt {\left(2b^{3}-9abc+27a^{2}d\right)^{2}-4\left(b^{2}-3ac\right)^{3}}}}{2}}}\\&+{\frac {1-i{\sqrt {3}}}{6a}}{\sqrt[{3}]{\frac {2b^{3}-9abc+27a^{2}d-{\sqrt {\left(2b^{3}-9abc+27a^{2}d\right)^{2}-4\left(b^{2}-3ac\right)^{3}}}}{2}}}\\x_{3}=&-{\frac {b}{3a}}\\&+{\frac {1-i{\sqrt {3}}}{6a}}{\sqrt[{3}]{\frac {2b^{3}-9abc+27a^{2}d+{\sqrt {\left(2b^{3}-9abc+27a^{2}d\right)^{2}-4\left(b^{2}-3ac\right)^{3}}}}{2}}}\\&+{\frac {1+i{\sqrt {3}}}{6a}}{\sqrt[{3}]{\frac {2b^{3}-9abc+27a^{2}d-{\sqrt {\left(2b^{3}-9abc+27a^{2}d\right)^{2}-4\left(b^{2}-3ac\right)^{3}}}}{2}}}\end{aligned}}}
Ove formule vrijede za jednadžbe s realnim koeficijentima s diskriminantom većom ili jednakoj nuli (tj. ako izraz ispod drugog korijena nije negativan), uz dogovor da su i drugi i treći korijeni standardni korijeni na realnim brojevima. Općenito, napose ako je diskriminanta negativna, potrebna je posebna interpretacija:
- za drugi korijen izabere se jedan od dvaju kompleksnih drugih korijena i koristi se u svim izrazima
- u formuli za {\displaystyle x_{1}} treći korijeni izaberu se tako da umnožak vrijednosti tih trećih korijena bude {\displaystyle b^{2}-3a^{2}c}
- u formulama za preostala dva rješenja na odgovarajućim mjestima primijene se oni treći korijeni koji su izabrani kod prvog rješenja.

Uz gornji dogovor te formule vrijede i za jednadžbe s kompleksnim koeficijentima kao i za jednadžbe s koeficijentima u bilo kojem polju karakteristike različite od 2 i od 3.

## Primjena kubne jednadžbe
Kubna jednadžba ima važne primjene u matematici. Na primjer, dva dugo neriješena klasična problema matematike,  udvostručenje kocke i trisekcija kuta, svode se na rješavanje kubnih jednadžba, prvi na  {\displaystyle x^{3}-2=0}, a drugi na  {\displaystyle 4x^{3}-3x-\cos \alpha =0}. Izvan matematike, jedna važna primjena je kod van der Waalsove jednadžbe {\displaystyle (p+{\frac {a}{V^{2}}})(V-b)=RT}, gdje je p tlak, V molni obujam, T temperatura plina, R plinska konstanta, a,b parametri ovisni o vrsti plina. Ona se može napisati kao kubna jednadžba s nepoznanicom V
{\displaystyle pV^{3}-(bp+RT)V^{2}+aV-ab=0.}